# Neosemidalis (Neosemidalis) serricornis
Neosemidalis (Neosemidalis) serricornis is een insect uit de familie van de dwerggaasvliegen (Coniopterygidae), die tot de orde netvleugeligen (Neuroptera) behoort. 
Neosemidalis (Neosemidalis) serricornis is voor het eerst wetenschappelijk beschreven door Meinander in 1972.